# Kočevje
Kočevje (em alemão:  Gottschee) é o maior município da Eslovênia. A sede do município fica na localidade de mesmo nome.